# Mils, Tyrolen
Mils är en ort och kommun i distriktet Innsbruck-Land i förbundslandet Tyrolen i Österrike. Kommunen har 4 660 invånare (2024). Den ligger 12 km öster om Tyrolens huvudstad Innsbruck.